# Pizzakartong

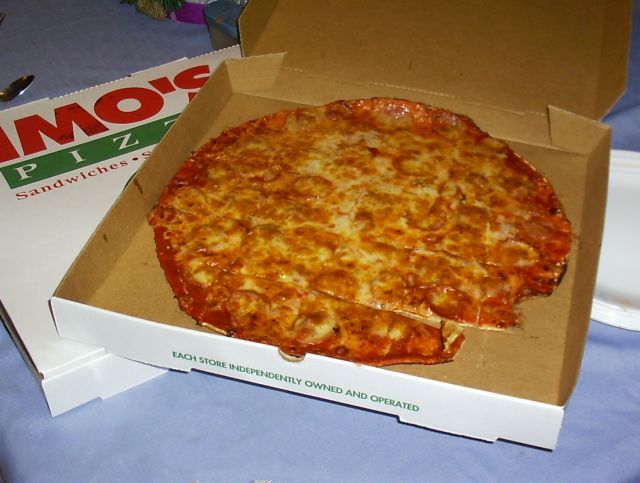
Pizza i en pizzakartong

Pizzakartong är en vikbar förpackningslåda av kartong (främst wellpapp) där varma pizzor förvaras för avhämtning. Pizzakartongen gör också hemleverans och takeaway avsevärt enklare. Pizzakartongen måste vara mycket motståndskraftig, billig, stapelbar, värmeisolerad för att reglera luftfuktigheten och lämplighet för mattransport. Dessutom ger det utrymme för tryck.
Majoriteten av dagens pizzakartonger är gjorda av wellpapp och består huvudsakligen av tre lager; ytskikt (liner), mellanskikt (fluting) och innerskikt (liner). De är sammansatta av lim och är oftast i kartongbrun eller vit färg. Många innehar tryck på fram- och baksidan av kartongerna (d.v.s. på ytskiktet).
Yt- och innerskikten är av antingen returfiber (så kallat Testliner) eller nyfiber (Kraftliner). Returfiber består, som namnet antyder, av återvunnet material medan nyfiber kommer från ny råvara. Mellanskikten är oftast av E-fluting då det är den komposition som anses vara mest lämpad för livsmedel ur kostnads- och kvalitetsperspektiv. Ytvikten (gr/m2) kan därmed variera på pizzakartonger beroende på kompositionerna av de olika lagren. Det går inte att urskilja med blotta ögat om materialet består av retur- eller nyfiber varför det är svårt att avgöra på rak arm vilken typ av fiber som används i en pizzakartong.
Med hjälp av FSC-certifierat material kan man spåra bakåt vad för typ av papper som använts då det finns olika märkningar såsom FSC 100% (allt material är nyfiber), FSC Recycled (allt material är återvunnet) och FSC Mix (materialet är en blandning av nyfiber och återvunnet material).